# Мірошник Андрій Миколайович
Андрій Миколайович Мірошник (нар. 2 листопада 1980, Київ) — екс-народний депутат України 8-го скликання. Висувався від Самопомочі.

## Біографія
У 2002 році закінчив Національний університет харчових технологій за спеціальністю «Спеціаліст з економіки та права». З 2002 по 2007 роки навчався у Науково-дослідному економічному інституті при Міністерстві економіки України, де отримав спеціальність «Спеціаліст з організації управління, планування та регулювання економіки». У 2007 році захистив науковий ступінь кандидата економічних наук. Також у 2007 році отримав міжнародний ступінь PMD MBA у Міжнародному інституті менеджменту у м. Київ. Як додаткове навчання пройшов більш ніж 30 тренінгів з питань управління, маркетингу, фінансів, продажу та бізнес-модуляцій.
Кар'єру розпочав у 2003 році з посади економіста у компанії «Датасат», профіль компанії — телекомунікації.
З 2005 року працював у компанії «Датагруп» на різних посадах. З 2010 року обіймав посаду директора Департаменту бізнесу фіксованого зв'язку «Датагруп», який має понад 60 територіальних підрозділів (філій) в усіх областях України та понад 1200 співробітників.
13 травня 2015 року через скандал із смс-повідомленнями в яких, він планував поїздку на Мальдіви, відмовився від депутатського мандату. Депутати не хотіли голосувати. Потрібну кількість голосів було набрано лише з 5-того разу.
Жінка, з якою переписувася Мірошник, виявилась його сестрою. Заяву про звільнення він написав ще 24 квітня 2015 року.

## Бізнес
Володіє ТОВ "НПК "ХОУМ-НЕТ", ТОВ "ВІННИЦЯ.СЕРВІС.ПОСТАЧАННЯ", ТОВ "МІРОГРУП".

## Родина
Одружений (дружина — Мірошник Інна Іванівна), має доньку Олександру (2004).

## Автопарк
- Lexus GX 460 2013;[1][6]
- Porsche Cayenne 2015.[1]